# Gare de Fès-Ville
La gare de Fès-Ville est une gare ferroviaire marocaine située dans la ville de Fès préfecture de la région Fès-Meknès.

## Histoire

### Première gare de Fès (voie étroite)
Le 21 février 1915 est mis en service la première gare de Fès, il s'agit d'une gare militaire terminus de la ligne, à voie étroite de 600 mm, de Salé à Fès. Cette gare est fermée le 24 janvier 1934.

### Première gare de Fès (voie normale)
La ligne de Meknès à Fès, avec une voie à écartement normal arrive à Fès le 1er septembre 1923. La mise en service, de la ligne de Fès à Oujda, a lieu le 1er avril 1934.

### Nouvelle gare de Fès-Ville
Elle a été inaugurée le 27 novembre 2009 après avoir été entièrement rénovée durant une période de 20 mois. Elle dispose d'une halle voyageurs et d'une esplanade de 7 500 m2, un parking d'une capacité de 100 places et plusieurs espaces commerciaux s'étendant sur 900 m2.